# Cronologia da pandemia de COVID-19 em 2019
Este artigo documenta a cronologia e epidemiologia do vírus SARS-CoV-2 no ano de 2019, o vírus que causa a COVID-19 e é responsável pela pandemia de COVID-19. Essa lista poderá não incluir todas as respostas e medidas mais importantes. Para além disso, alguns desenvolvimentos poderão tornar-se conhecidos ou totalmente compreendidos apenas em retrospectiva. Os primeiros casos humanos da COVID-19 foram identificados em Wuhan, China, em dezembro.

## Cronologia

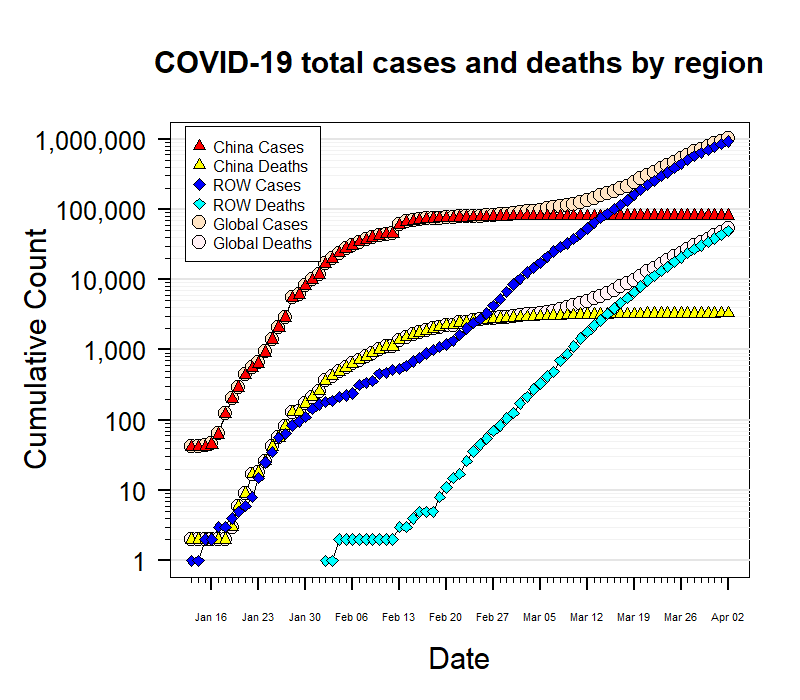
Gráfico semi-log dos casos confirmados e mortes na China indicam que a epidemia está numa fase exponencial.

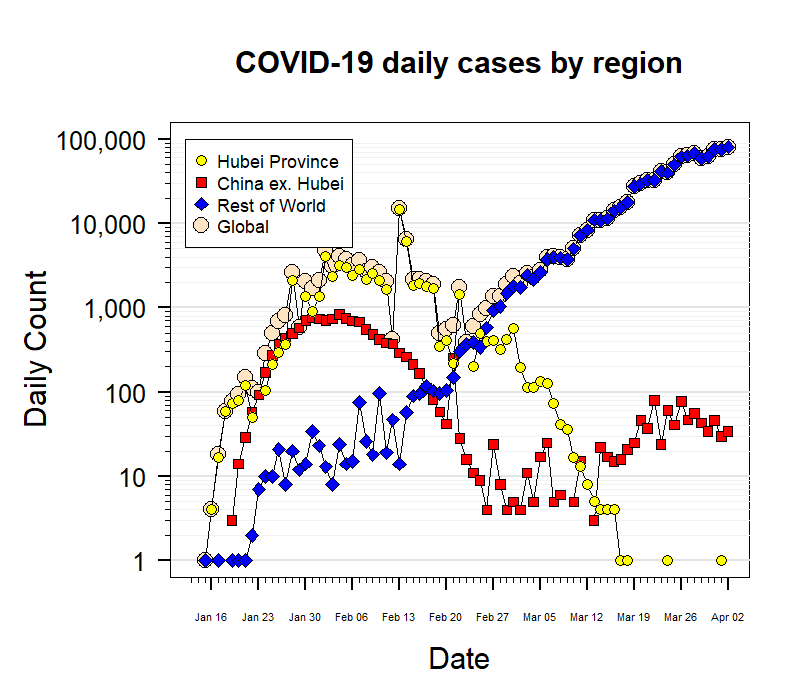
Gráfico semi-log de incidência epidemiológica diária de casos por região: Província de Hubei; China continental excluindo Hubei; o resto do mundo (ROW); e o total mundial.

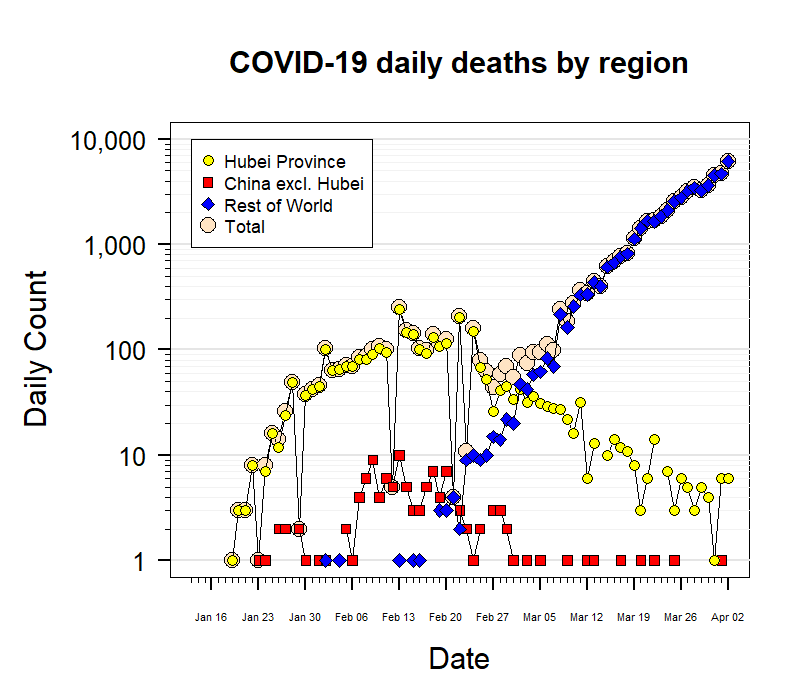
Gráfico semi-log de mortes diárias pelo coronavírus por região: Província de Hubei; China continental excluindo Hubei; o resto do mundo (ROW); e o total mundial.

A partir do final de janeiro de 2020, uma série de estudos de diferentes equipes de pesquisa publicou resultados descrevendo a situação clínica e, também, fornecendo uma análise preliminar para caracterizar o progresso evolutivo inicial do SARS-CoV-2. Os principais termos técnicos na pesquisa genética são 'ancestral comum mais recente', ou ACMR, e estudos comparativos de genomas usando sequenciamento paralelo massivo ou sequenciamento de segunda geração (NGS), os quais facilitaram a descoberta. Os primeiros casos confirmados por laboratório chineses foram determinados em retrospecto.

### Pré-dezembro
Março
- 12 de março: Virologistas da Universidade de Barcelona encontraram vestígios do SARS-CoV-2 em amostras de esgoto coletadas em 12 de março de 2019.[6][7] Isso representa um período de mais de nove meses antes que os primeiros casos humanos de COVID-19 fossem identificados em Wuhan. Se comprovado, isso indicará que o vírus estava em circulação geral em todo o mundo antes de dezembro de 2019.[8]

Agosto
- Em junho de 2020, a Universidade Harvard publicou um estudo que sugeria que a COVID-19 poderia estar se espalhando na China já em agosto de 2019.[9]

Novembro
- De acordo com um estudo preliminar inicial usando análise filogenética, a estimativa dos especialistas sugeriu que o ancestral comum mais recente (MRCA) do SARS-CoV-2 evoluiu entre 22 e 24 de novembro de 2019.[10][11] Em maio de 2020, essa estimativa foi corroborada com um conjunto de dados maior, configurando o intervalo de datas para "6 de outubro de 2019 – 11 de dezembro de 2019".[12] Além disso, embora evidências quase conclusivas apontem para os morcegos como o hospedeiro natural do vírus,[13][14] o caminho de transmissão para os humanos – a origem zoonótica – provavelmente se deu por meio de um hospedeiro intermediário da vida selvagem.[10][11] Foi assumido[14] e posteriormente evidenciado[13] que o novo coronavírus usa ACE2, o mesmo receptor de entrada do SARS-CoV. É possível que a capacidade de transmissão de pessoa para pessoa tenha evoluído após a transferência zoonótica.[11]
- 16 de novembro: Imagens torácicas obtidas no Hospital Albert Schweitzer em Colmar, Alsácia, mostram que um paciente teve exames torácicos anormais típicos da COVID-19 em 16 de novembro, ou seja, 41 dias antes do diagnóstico retrospectivo do SARS-CoV-2 em um hospital de Paris. Isso sugere que a circulação do SARS-CoV-2 na França estava em andamento durante o mês de novembro.[15]
- 27 de novembro: Duas amostras de águas residuais coletadas independentemente em 27 de novembro de 2019 em Santa Catarina, Brasil, detectaram SARS-CoV-2 (100 000 cópias por litro), 66 dias antes do primeiro caso de COVID-19 confirmado nas Américas. As amostragens subsequentes foram positivas em 11 de dezembro e 20 de fevereiro. Essas amostras mostram que o SARS-CoV-2 poderia estar circulando no Brasil desde o final de novembro de 2019.[16]

### 1 de dezembro
Em janeiro de 2020, uma equipe de médicos especialistas chineses foi encarregado de investigar o início do que é hoje conhecido como o Coronavírus Wuhan ou pneumonia de Wuhan. A 24 de janeiro de 2020, o seu relatório foi publicado no The Lancet. A equipe observou em sua revisão dos registros médicos locais que o primeiro paciente, posteriormente diagnosticado com o COVID-19, apresentou sintomas pela primeira vez a 12 de dezembro de 2019. No entanto, a equipe de especialistas encontrou um caso anterior de um paciente que teve sintomas pela primeira vez a 1 de dezembro de 2019, apontando para uma origem ainda mais precoce.

### 8–18 de dezembro
Além desse caso inicial, entre 8 e 18 de dezembro, foram documentados sete casos mais tarde diagnosticados com COVID-19, dois deles vinculados ao Mercado Atacadista de Frutos do Mar de Huanan em Wuhan, cinco não.

### 12 de dezembro
A Televisão Central da China, rede pública de televisão aberta do país, reportou em uma transmissão no dia 12 de janeiro de 2020 que um "novo surto viral foi detectado pela primeira vez na cidade de Wuhan, China, no dia 12 de dezembro de 2019."

### 21 de dezembro
Epidemiologistas chineses juntamente ao Centro Chinês para Controle e Prevenção de Doenças (CCCPD) publicaram um artigo em 21 de janeiro de 2020 afirmando que o primeiro grupo de pacientes com "pneumonia de causa desconhecida" foi identificado em 21 de dezembro de 2019.

### 24 de dezembro
É reportada a primeira coleta de amostras do vírus para a realização de seu sequenciamento genético.

### 25 de dezembro
É reportado que dois médicos em dois hospitais em Wuhan estão sob suspeita de infecção e foram colocados em isolamento em 25 de dezembro.

### 26 de dezembro
Em 26 de dezembro de 2019, um laboratório identificou o coronavírus das amostras coletadas em 24 de dezembro como sendo o mais próximo ao coronavírus de síndrome respiratória aguda de morcegos.

### 27 de dezembro
Em 27 de dezembro de 2019, a sequência praticamente completa das amostras anteriores foi finalizada e compartilhada ao Instituto de Biologia Patogênica, Academia Chinesa de Ciências Médicas & Faculdade de Medicina da União de Pequim  (ACCM&FMUP).

### 29 de dezembro
De acordo com uma publicação do CCCPD em 31 de janeiro de 2020, os fatos que levaram à identificação do 2019-nCoV foram os seguintes: "Em 29 de dezembro de 2019, um hospital em Wuhan recebeu quatro indivíduos com pneumonia e reconheceu que todos os quatros haviam trabalhado no Mercado Atacadista de Frutos do Mar de Huanan, que vende aves vivas, produtos aquáticos, além de diversos tipos de animais selvagens. O hospital reportou essa ocorrência ao CCCPD, o que levou a equipe do centro em Wuhan a iniciar uma investigação de campo em uma busca retrospectiva por pacientes de pneumonia potencialmente relacionados aos mercado. Os investigadores encontraram pacientes adicionais ligados ao mercado, e em 30 de dezembro, autoridades de saúde da província de Hubei reportaram tal grupo ao CCCPD. No dia seguinte, o CCCPD enviou especialistas a Wuhan para apoiar a investigação e controlar a situação. Amostras desses pacientes foram obtidas para a realização de análises laboratoriais."

### 30 de dezembro
Em 30 de dezembro de 2019, o relatório de sequenciamento genético do patógeno de um paciente indicou incorretamente a descoberta do coronavírus da síndrome respiratória aguda grave (coronavírus de SARS ) no resultado do teste. Após receberem o resultado do teste, diversos doutores em Wuhan compartilharam a informação pela internet, incluindo o oftalmologista do Hospital Central de Wuhan, Dr. Li Wenliang, que alertou os alunos de suas aulas de medicina através do fórum online WeChat que um grupo de sete pacientes que se tratavam no departamento de oftalmologia não haviam obtido sucesso no tratamento para sintomáticos de pneumonia viral e foram diagnosticados com SARS. Por não responderem aos tratamentos tradicionais, estes pacientes foram colocados sob quarentena num serviço de urgência do Hospital Central de Wuhan. Na postagem no WeChat, Li falsamente afirmou que "O Hospital possui muitos casos confirmados de SARS" e "Existem 7 casos confirmados de SARS". Dr. Li também publicou um trecho de uma análise de RNA apontando o "coronavírus de SARS" e extensas colônias de bactérias nas vias respiratórias de um paciente.
Quatro dias após ter feito essas publicações, Dr. Li foi preso pelo regime Chinês acusado de "divulgar informações falsas" que "causaram distúrbios graves à ordem social", tendo sido forçado a assinar um termo onde se declarava culpado e com um aviso por parte das autoridades chinesas de que "Nós o alertamos solenemente: se você continuar sendo teimoso, com essa impertinência, e mantiver sua atividade ilegal, será levado à Justiça. Está entendido?", e por fim por acabou por contrair o coronavírus de um paciente que tratou, sendo hospitalizado em 12 de janeiro de 2020 e falecendo em 7 de fevereiro de 2020.
Notícias referentes a um surto de "pneumonia de origem desconhecida" começaram a circular nas mídias sociais. Os relatos afirmavam que 27 pacientes em Wuhan (em sua maioria vendedores do Mercado de Huanan) estavam em tratamento pela doença misteriosa.
Mais tarde no mesmo dia, foi emitido um "comunicado de urgência sobre o tratamento de uma pneumonia de origem desconhecida" por parte da Administração Médica do Comitê Municipal de Saúde de Wuhan. Foi notificado que desde o começo de dezembro, "uma série sucessiva de pacientes com uma pneumonia sem explicação": 27 casos suspeitos no total, sete dos quais estavam em condição crítica e 18 em condição estável, sendo que dois receberiam alta em breve. O Comitê Municipal de Saúde de Wuhan também fez um anúncio público em relação à situação.
Investigações iniciais em relação à pneumonia descartaram a hipótese de ser gripe sazonal, SARS, MERS e gripe aviária.
Durante a noite, a Secretária de Alimentação e Saúde de Hong Kong Sophia Chan Siu-chee anunciou após uma reunião em caráter de urgência realizada com oficiais e especialistas: "[quaisquer casos suspeitos] que incluam a presença de febre e problemas respiratórios agudos ou pneumonia, e histórico de viagem para Wuhan em até 14 dias antes do início dos sintomas, colocaremos tais pacientes em isolamento."

### 31 de dezembro
Em 31 de dezembro de 2019, a China contata a Organização Mundial da Saúde e a informa a respeito de "casos de pneumonia de etiologia [causa] desconhecida detectados em Wuhan". Um "aviso urgente sobre o tratamento de pneumonia de causa desconhecida" foi enviado ao Centro Municipal de Saúde de Wuhan.
Como resultado do anúncio oficial da Comissão Municipal de Saúde de Wuhan, Hong Kong, Macau e Taiwan imediatamente fortalecerem seus processos de restrição de entrada.
Qu Shiqian, um vendedor do Mercado de Huanan, reporta que oficiais do governo desinfectaram as barracas no dia 31 de dezembro de 2019 e pediram que os vendedores utilizassem máscaras. Qu diz que ele somente soube a respeito do surto de pneumonia por meio do noticiário. "Antes eu pensei que eles tivessem gripe", afirma. "Não deve ser nada sério. Nós somos comerciantes de pescado, como podemos ficar infectados?".
"A televisão estatal da china anunciou que um time de especialistas da Comissão Nacional de Saúde chegaram em Wuhan no dia 31 de dezembro de 2019 para liderar a investigação, enquanto o Diário do Povo afirmou que a causa exata permanecia incerta e seria prematuro especular." A Televisão Central da China anunciou que um time sênior de especialistas de saúde haviam sido enviados para Wuhan e estavam "conduzindo uma relevante inspeção e trabalho de verificação."
Tao Lina, uma especialista em saúde pública e ex-oficial do Centro de Controle e Prevenção de Doenças de Xangai, afirmou: "Penso que somos [agora] plenamente capazes de acabar com isso em sua fase inicial, dado o sistema de controle de doenças, capacidade de lidar com emergências e suporte médico clínico da China."

## Pequeno resumo
Estudos retrospectivos consideram que o SARS-CoV-2 evoluiu em novembro de 2019. A compreensão científica deste novo tipo de coronavírus semelhante ao SARS ocorreu na Vision Medicals, localizada na província de Guangzhou, entre 24 e 27 de dezembro de 2019. Apreensão clínica de um A epidemia começou no Hospital Provincial de Hubei de Medicina Integrada Chinesa e Ocidental em Wuhan quase ao mesmo tempo, nos dias entre 27 e 29 de dezembro de 2019. Em 31 de dezembro de 2019, as autoridades de Saúde de Wuhan publicaram uma estatística de caso. Naquele dia, as informações chegaram à OMS por meio dos canais oficiais e também do CDC dos Estados Unidos.